# Wilhelm Meisner
Wilhelm Meisner (* 5. Oktober 1881 in Wanne; † 2. Januar 1956 in München) war ein deutscher Ophthalmologe und Hochschullehrer.

## Leben
Wilhelm Meisner machte sein Abitur 1901 am Joachimsthalschen Gymnasium in Berlin. Danach studierte er in Marburg, Berlin, Kiel und Straßburg Medizin. Während seines Studiums wurde Maßmann Mitglied beim Verein Deutscher Studenten Berlin und beim Verein Deutscher Studenten Straßburg. 1906 wurde er in Straßburg promoviert. Ein Jahr darauf wurde er Assistent bei Emil Krückmann an der Universitäts-Augenklinik in Königsberg. Nach seiner Habilitation 1912 in Königsberg ging Meisner nach Berlin. Von 1912 bis 1924 war er als Privatdozent, Assistent und Oberarzt an der Berliner Universitäts-Augenklinik tätig. Im Ersten Weltkrieg diente er als Stabsarzt der Reserve. Von 1924 bis 1935 war Meisner ordentlicher Professor für Augenheilkunde in Greifswald, danach bis 1937 in Köln und dann in München. Im Dezember 1945 wurde er von der Militärregierung aus dem Amt entlassen und 1948 emeritiert.
Meisner war vor 1933 Mitglied des Alldeutschen Verbandes und der Deutschnationalen Volkspartei. 1934 schloss er sich der SA an, zum 1. Mai 1937 trat er der NSDAP bei (Mitgliedsnummer 4.187.447).

## Werke
- mit Arthur Brückner: Grundriß der Augenheilkunde für Studierende und praktische Ärzte. Leipzig 1920
- Die Lehre vom Wesen und der Heilung des Altersstars im Laufe der Jahrhunderte. Greifswald 1932
- Die Blindheit. Greifswald 1933